# Conwentzia
Conwentzia is een geslacht van insecten uit de familie van de dwerggaasvliegen (Coniopterygidae), die tot de orde netvleugeligen (Neuroptera) behoort.

## Soorten
- C. africana Meinander, 1975
- C. barretti (Banks, 1898)
- C. californica Meinander, 1972
- C. capensis Tjeder, 1969
- C. fraternalis C.-k. Yang, 1974
- C. inverta Withycombe, 1925
- C. nietoi Monserrat, 1982
- C. obscura Szir?i & van Harten, 2006
- C. orthotibia C.-k. Yang, 1974
- C. pineticola Enderlein, 1905
- C. psociformis (Curtis, 1834)
- C. sabae Szir?i, 1997
- C. sinica C.-k. Yang, 1974
- C. yunguiana Z.-q. Liu & C.-k. Yang, 1993